# Abbaye de Genesee
L'abbaye de Genesee, ou  Our Lady of the Genesee, est une abbaye trappiste en activité située au nord-ouest de l'État de New York. Fondée en 1951, elle vit d'un travail agricole intense et a essaimé au Nigeria et au Brésil.

## Localisation et toponymie
L'abbaye est située à proximité du hameau de Piffard, qui appartient à la ville de York, au sud de Rochester. Elle est placée dans la vallée de la Genesee ; ce dernier nom est d'origine iroquois et signifie « belle vallée ». Les cisterciens y ont vu un rappel du nom de nombreux établissements cisterciens originels (Clairvaux, Belval, Rosedale (en), Schöntal).

## Histoire

### Fondation
L'abbaye est fondée en mars 1951 par un petit groupe de moines venus de l'abbaye de Gethsemani, invités par une famille de riches propriétaires terriens qui fait le choix de donner aux moines la terre qu'elle travaille depuis deux siècles. Le 26 mai de la même année, le monastère est officiellement fondé ; il est canoniquement érigé en abbaye dès le 9 novembre 1953,.

### Développement
L'abbaye essaime à partir des années 1970, fondant deux abbayes trappistes au Nigeria, celle d'Awhum en 1978 et celle d'Illah en 2006, et une au Brésil, celle de Novo Mundo en 1982,..

### Liste des abbés
- Gerard McGinley, supérieur du 26 mai 1951 au 13 octobre 1953 puis abbé de cette date à sa mort le 18 septembre 1955
- Walter Helmstetter, abbé du 8 octobre 1955 à août 1963
- Jerome Burke, abbé du 25 avril 1964 au 19 octobre 1971
- John Eudes Bamberger, abbé du 12 novembre 1971 au 14 septembre 2001
- John Denburger, abbé de 2001 à 2012
- Gerard D'Souza, abbé depuis 2012 et prévu jusqu'en 2024[3]

## Vie de la communauté
L'abbaye abrite vingt trois moines en 2018 et vingt-quatre en 2019. Ceux-ci sont originaires des États-Unis, mais aussi du Canada, de Chine et d'Inde,.
Les moines vivent principalement de l'agriculture. Disposant de vastes terres arables, ils cultivent le blé, et le moulent pour préparer un pain apprécié des habitants des environs. Initialement, toute la boulangerie était réalisée par les moines ; depuis quelques années, six employés s'acquittent de cette tâche. Toutefois la demande en pain chute fortement après 2017, de 40 000 pains hebdomadaires à 15 000, du fait d'une évolution des modes de consommation ; en conséquence, les moines adaptent leurs produits, en plantant six espèces différentes de blé. En 2019, ils lancent également un programme de fidélisation de leurs acheteurs à travers une Community-supported agriculture, équivalent américain d'une association pour le maintien d'une agriculture paysanne,.
Pour leur consommation interne, les moines disposent également d'un potager, ainsi que d'un petit élevage de porcs, de vaches et de volailles.
Au cours des années 2010, répondant à l'interpellation de nombreux visiteurs venant chercher un lieu d'accueil spirituel, les cisterciens rénovent un ancien hangar pour en faire un nouveau magasin, un centre de conférence et un lieu d'accueil pour des retraites. La chapelle est également rénovée, avec l'ajout d'un nouvel orgue et d'un nouveau système d'éclairage, ainsi qu'un accès amélioré pour les fauteuils roulants ; la nouvelle organisation spatiale permet également de mieux isoler les lieux de prière et de travail. Enfin, la communauté donne la possibilité à certains hommes ne se sentant pas la vocation monastique mais désirant participer à la vie de l'abbaye de rester entre un et six mois.

## Architecture
Contrairement à la structure traditionnelle des abbayes cistercienne, dont les bâtiments s'organisent autour d'un cloître, l’abbaye de Genesee est composée de divers bâtiments bas construits en bois de cèdre. Si le toit de l'église abbatiale est également charpenté en cèdre, ses murs, toutefois, sont maçonnés en pierres. Les pierres proviennent du lit de la Genesee, et sont de forme irrégulière ; les moines les ont cimentées entre elles pour former un mur cohérent. 